# Tom Gehrels
| 1979 Sakharov  |
| 2247 Hiroshima |
| 4065 Meinel    |
| 11184 Postma   |

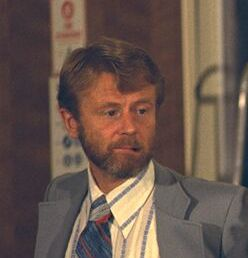
Tom Gehrels (în 1974)

Tom Gehrels (n. 21 februarie 1925, Haarlemmermeer, Țările de Jos – d. 11 iulie 2011, Tucson, Arizona) a fost un astronom american, profesor de planetologie și de astronomie la Universitatea din Arizona, Tucson.

## Biografie
Gehrels, care s-a născut în Haarlemmermeer, Țările de Jos, a fost un pionier în domeniul sistemelor fotometrice de detecție a asteroizilor în 1950 și al dependenței lungimii de undă de polarizarea stelelor și planetelor în 1960, fiecare ducând la o secvență lungă de lucrări în Jurnalul Astronomic.
El a descoperit, împreună cu soții Cornelis Johannes van Houten și Ingrid van Houten-Groeneveld peste 4.000 de asteroizi, inclusiv asteroizi Apollo, asteroizi Amor precum și zeci de asteroizi troieni cu ajutorul telescopului Schmidt de 48-inch de la Observatorul Palomar pe baza plăcilor celor doi astronomi olandezi de la Observatorul Leiden pe care le-a analizat pentru a găsi noi asteroizi. Cei trei sunt menționați în comun cu mai multe mii de descoperiri. Gehrels a descoperit, de asemenea, o serie de comete.
| 64P/Swift-Gehrels*               |
| 78P/Gehrels 2                    |
| 82P/Gehrels 3                    |
| 90P/Gehrels 1                    |
| * in 1889 by Swift, rediscovered |

El a fost investigatorul principal pentru experimentul Photopolarimeter Imaging de pe Pioneer 10 și Pioneer 11 - primele zboruri spre planetele Jupiter și Saturn în anii 1970.
Gehrels a fost solicitat de către revista Nature pentru a scrie un comentariu despre o carte cu privire la Wernher von Braun, în care el citează deținuti din lagărul de concentrare Mittelbau-Dora. El a acuzat faptul că von Braun poartă o responsabilitate și o vinovăție mai mare decât ce apare în biografia lui oficială.

## Cărți publicate
- Physical Studies of Minor Planets, edited by Tom Gehrels (1971), NASA SP-267
- Planets Stars and Nebulae Studied With Photopolarimetry, edited by Tom Gehrels (1974), ISBN 0-8165-0428-8
- Jupiter: Studies of the Interior, Atmosphere, Magnetosphere, and Satellites, edited by Tom Gehrels and Mildred Shapley Matthews (1976), ISBN 0-8165-0530-6
- Protostars & Planets: Studies of Star Formation and of the Origin of the Solar System, edited by Tom Gehrels and Mildred Shapley Matthews (1978), ISBN 0-8165-0674-4
- Asteroids, edited by Tom Gehrels and Mildred Shapley Matthews (1979), ISBN 0-8165-0695-7
- Saturn, edited by Tom Gehrels and Mildred Shapley Matthews (1984), ISBN 0-8165-0829-1
- Asteroids II, edited by Richard P. Binzel, Tom Gehrels, and Mildred Shapely Matthews (1989), ISBN 0-8165-1123-3
- Hazards Due to Comets and Asteroids, edited by Tom Gehrels, Mildred Shapley Matthews, and A. M. Schumann (1994), ISBN 0-8165-1505-0
- On the Glassy Sea, in Search of a Worldview, Tom Gehrels (2007, originally published in 1988), ISBN 1-4196-8247-4
- Survival Through Evolution: From Multiverse to Modern Society, Tom Gehrels (2007), ISBN 1-4196-7055-7